# Siphonogorgia eminens
Siphonogorgia eminens is een zachte koraalsoort uit de familie Nidaliidae. De koraalsoort komt uit het geslacht Siphonogorgia. Siphonogorgia eminens werd in 1928 voor het eerst wetenschappelijk beschreven door Chalmers. 